# Miyu Nagaoka
Pour les articles homonymes, voir Nagaoka.
Miyu Nagaoka (長岡 望悠, Nagaoka Miyu) est une joueuse de volley-ball japonaise née le 25 juillet 1991 à Miyama (Préfecture de Fukuoka). Elle mesure 1,79 m et joue au poste de réceptionneuse-attaquante. Elle totalise 131 sélections en équipe du Japon.

## Clubs
| Club                     | De        | À         |
| ------------------------ | --------- | --------- |
| Higashikyushu Ryukoku HS |           | 2009-2010 |
| Hisamitsu Springs        | 2010-2011 | 2017-2018 |
| Imoco Volley Conegliano  | 2018-2019 | 2018-2019 |
| Hisamitsu Springs        | 2019-2020 | …         |

## Palmarès

### Équipe nationale
- Championnat d'Asie et d'Océanie des moins de 18 ans
  - Vainqueur : 2007.
- Championnat d'Asie et d'Océanie des moins de 20 ans
  - Vainqueur : 2008.
- Championnat d'Asie et d'Océanie
  - Finaliste :2013.
- Grand Prix Mondial
  - Finaliste : 2014.

### Clubs
- V Première Ligue
  - Vainqueur : 2013, 2014, 2016, 2018.
  - Finaliste : 2012, 2015, 2017.
- Tournoi de Kurowashiki
  - Vainqueur : 2013.
- Coupe du Japon
  - Vainqueur : 2012, 2013, 2014, 2015, 2016.
- Championnat AVC des clubs
  - Vainqueur : 2014.
  - Finaliste : 2015.
- Supercoupe d'Italie
  - Vainqueur : 2018.

### Distinctions individuelles
- Championnat d'Asie et d'Océanie de volley-ball féminin des moins de 18 ans 2007: Meilleure attaquante et MVP.
- Championnat féminin AVC des clubs 2014: MVP.
- Grand Prix mondial de volley-ball 2014 : Meilleure réceptionneuse-attaquante[2].
- Championnat féminin AVC des clubs 2015: Meilleure réceptionneuse-attaquante.